# Metapenaeopsis beebei
Metapenaeopsis beebei är en kräftdjursart som först beskrevs av Martin D. Burkenroad 1938.  Metapenaeopsis beebei ingår i släktet Metapenaeopsis och familjen Penaeidae. Inga underarter finns listade i Catalogue of Life.